# Vittorio Frajese
Vittorio Frajese (Roma, 4 giugno 1957) è uno storico italiano, ordinario di Storia moderna presso il Dipartimento di Lettere e Culture moderne dell’Università La Sapienza di Roma..

## Biografia

### Formazione e attività di ricerca
Si laurea in filosofia (1983), sotto la guida di Franco Gaeta e Tullio Gregory, con una tesi dedicata alle dottrine gesuitiche sui rapporti tra stato e chiesa (La controversia europea sul potere indiretto dei papi, 1585-1620). Intraprende quindi l'attività di ricerca con un dottorato a Parigi, prima presso l’École pratique des hautes études con Paul Dibon, poi presso l’École des hautes études en sciences sociales, con Alberto Tenenti. Negli stessi anni elabora i primi saggi dedicati agli Indici di fine ‘500, al personale ecclesiastico che li gestì, al sistema di regolamentazione della stampa negli stati italiani, agli indirizzi politico-religiosi dei gesuiti e degli oratoriani operanti a Roma tra ‘500 e ‘600.
Il suo interesse per il ‘500 e ‘600 italiano si sviluppa attorno a due temi principali: 1) le istituzioni di censura e le politiche del libro, in età di Controriforma; 2) il pensiero politico-religioso della prima età moderna. Due linee di ricerca che in effetti rappresentano le facce di una medesima medaglia: da un lato l’istituzione ecclesiastica e la censura imposta alla cultura italiana, dall'altro gli scrittori che si opponevano all’azione censoria, che tentavano di contrastarla, anzitutto mediante tecniche di protezione del loro pensiero. La necessità di decifrare e interpretare le scritture esoteriche (testi manoscritti e mantenuti segreti, o testi pubblici, scritti però in maniera ambivalente e dissimulata, al fine di proteggerne il significato) induce Frajese a misurarsi con diversi metodi di interpretazione, e a mantenersi d’altro canto sempre positivisticamente legato a criteri di dimostrabilità storico-filologica. Ne è emersa una nuova lettura di alcuni tra i più importanti filosofi italiani, operanti in età controriformistica, conseguentemente una nuova prospettiva sull’incredulità nel ‘500: in effetti una critica della teologia cristiana strutturatasi nel corso del Medioevo.
In questo contesto, assume particolare rilievo la ricerca sugli scritti privati di Paolo Sarpi, di un pensiero esoterico, cioè, di cui Frajese ha dimostrato l'indubbio significato scettico, riverberatosi anche sulla politica ecclesiastica condotta per conto della repubblica di Venezia, nel primo ventennio del ‘600. La ricerca pone capo al volume Sarpi scettico. Stato e Chiesa a Venezia tra Cinque e Seicento (Il Mulino, 1994), dove Frajese sostituisce le tradizionali interpretazioni in chiave religiosa (protestante o irenistica) della politica ecclesiastica guidata da Sarpi, con un'interpretazione politico-scettica del suo giurisdizionalismo, strategicamente volto a rafforzare il potere politico e a laicizzare la società veneziana (laicizzazione che non si opponeva ai dispositivi giurisdizionali cesaropapistici ma, al contrario, se ne avvaleva). La ricerca sugli scritti esoterici sarpiani è proseguita in tempi recenti, traducendosi in saggi che hanno interpretato i Pensieri medico-morali come un testo di dottrina morale, vista da un punto di vista della differenza omosessuale.
Frajese si è quindi dedicato agli scritti giovanili di Tommaso Campanella, portando in luce nuove fonti e documenti, funzionali anche alla risistemazione cronologica del pensiero di Campanella, riuscendo inoltre a identificare l’interlocutore nascosto della Monarchia del Messia (di cui Frajese ha curato l’inedita redazione italiana), ovvero a svelare il carattere fondamentalmente anti-veneto del testo in questione (redatto in occasione dell’Interdetto scagliato da Paolo V contro Venezia). Per un altro scritto di Campanella, l’Atheismus triumphatus, Fajese ha utilizzato il metodo della comparazione con le testimonianze del processo de haeretica pravitate et atheismo; riscontro che ha portato in luce il carattere di confessione autobiografica posseduto da questo testo. Per la Monarchia di Spagna, invece, l’indagine sulle fonti è stata incrociata con quella sulle testimonianze processuali: è così emersa una spiccata matrice machiavelliana, nonché la vicinanza di questo scritto alle ragioni della contemporanea congiura anti-spagnola. L’apertura dell’archivio romano del Sant’Ufficio ha reso quindi disponibili fonti ulteriori, utili anzitutto alla migliore definizione di questa biografia (V. Frajese, Profezia e machiavellismo. Il giovane Campanella, 2002), dello sviluppo clandestino del pensiero campanelliano e dei suoi nessi con le ricerche scientifiche svolte dall’Accademia del cimento (V. Frajese, Dal libertinismo ai Lumi. Roma 1690-Torino 1727, Viella, 2016).
Sempre sulla scorta dei fondi del Sant’Ufficio (archivio che ha perso quasi interamente la documentazione relativa ai processi di inquisizione, mentre conserva intatta quella sull’Indice), Frajese ha approfondito le ricerche sulla censura ecclesiastica, tradottesi in due recenti saggi (pubblicati dall’Archivio italiano per la storia della pietà e che ricostruiscono le vicende dell’Indice fino al 1603) e in una serie di interventi e articoli, funzionali a ricostruire dall’interno l’attività della congregazione, i dispositivi penali di gestione del libro e della lettura, le politiche verso la cultura magica, la funzione della censura nella costruzione della monarchia pontificia. Questo complesso di studi è ora riassunto nel volume Nascita dell’Indice. La censura ecclesiastica dal Rinascimento alla Controriforma (Morcelliana, 2006) e nella sintesi La censura in Italia dall’inquisizione alla polizia (Laterza, 2014).

### Percorso accademico
Vittorio Frajese è stato ricercatore presso la Facoltà di Lettere dell’Università degli Studi di Roma Tor Vergata. Dal 1995 al 2000 ha insegnato Storia dell’età della Riforma e della Controriforma presso la Facoltà di Lettere dell’Università dell’Aquila, e dal 2001 Storia del Rinascimento presso la Facoltà di Scienze umanistiche dell’Università La Sapienza di Roma. Dal 2004 ha insegnato Storia dell’Europa moderna, in qualità di professore associato, presso la Facoltà di Lettere e Filosofia dell’Università di Roma Tor Vergata, e dal 2005 Storia dell’editoria in età moderna, presso il corso di laurea specialistica in Editoria e comunicazione multimediale della stessa Facoltà. A partire dal 2007, ha insegnato storia moderna presso la Facoltà di Scienze umanistiche e poi di Lettere e Filosofia dell’Università La Sapienza. Nel 2010-2011 è stato presidente del corso di studi triennale in Scienze storiche della medesima facoltà (Scienze umanistiche). Dal 2011 al 2017 è stato coordinatore del dottorato in Società, politiche e culture dal tardo medioevo all’età contemporanea, attivato dal Dipartimento di Storia culture religioni della Sapienza.

## Opere

### Monografie
- Il popolo fanciullo. Silvio Antoniano e il sistema disciplinare della Controriforma, Franco Angeli, Milano 1987, pp. 112 e appendici.
- Sarpi scettico. Stato e Chiesa a Venezia tra Cinque e Seicento, Il Mulino, Bologna 1994, pp. 484.
- Profezia e machiavellismo. Il giovane Campanella, Carocci, Roma 2002, pp. 160.
- Nascita dell’Indice. La censura ecclesiastica dal Rinascimento alla Controriforma, Morcelliana, Brescia 2006, pp. 450; seconda ed. settembre 2008.
- Il processo a Galileo Galilei. Il falso e la sua prova, Morcelliana, Brescia 2010, pp. 110.
- Le categorie della Controriforma. Politica e religione in Italia nella prima età moderna, Bulzoni, Roma 2011, pp. 314.
- La censura in Italia. Dall’inquisizione alla polizia, Laterza, Roma-Bari 2014, pp. 230.
- Dal libertinismo ai Lumi. Roma 1690 – Torino 1727, Viella, Roma 2016, pp. 145.

| Controllo di autorità | VIAF (EN) 9874446 · ISNI (EN) 0000 0001 1593 0153 · SBN CFIV201885 · BAV 495/26403 · LCCN (EN) nr95005324 · GND (DE) 1046207725 · BNE (ES) XX4751803 (data) · BNF (FR) cb12089973z (data) · J9U (EN, HE) 987007374050405171 · CONOR.SI (SL) 247710563 |